# Opisthopsis manni
Opisthopsis manni es una especie de hormiga del género Opisthopsis, tribu, Camponotini, orden Hymenoptera. Fue descrita por Wheeler en 1918.

## Distribución
Se distribuye por Papúa Nueva Guinea e Islas Salomón.

## Hábitat
Habita mayoritariamente en las selvas tropicales, también es posible que frecuente árboles talados. Se ha encontrado a elevaciones de 140 metros.